# 強勢音
強勢音（英語: emphatic consonants）とは、セム語派に特徴的な子音群で、言語によって咽頭化（または軟口蓋化）した子音、または放出音としてあらわれる。日本語の名称は一定せず、強調音・強音などとも呼ばれる。
セム語学の用語であって、音声学の用語ではない。
ラテン・アルファベットで表記する場合は、実際にどう発音されるかにかかわらず、慣習として ṣ ṭ のように文字の下にドットを加えることで強勢音を表す（ドットを加えた文字がすべて強勢音を表すわけではない）。

## アラビア語
フスハーでは ṣ(ص)、ṭ(ط)、ẓ(ظ)、ḍ(ض)、q(ق) の5つが強勢音である。このうち q は口蓋垂音であり、それ以外の4つは咽頭化（または軟口蓋化）をともなう子音である。
ẓ、ḍ は本来それぞれ [ð]、[(d)ɮ] が咽頭化した音であった。
伝統的な名称では咽頭化にあたる発音をタフヒーム（تفخيم）と呼ぶが、これは [x ɣ] を含む。また q を除く4つの咽頭化子音をムトバカ（مطبقة、覆われた音）と呼ぶ。
国際音声記号では、以下のいずれかの書き方で表記する（ただし q はそのまま [q] と記す）。
- 咽頭化または軟口蓋化をあらわす記号を使って [ᵴ]、[ᵵ] のように書く。
- 咽頭化をあらわす記号を使って [sˤ]、[tˤ] のように書く。
- 軟口蓋化をあらわす記号を使って [sˠ]、[tˠ] のように書く。

アーンミーヤでは、通常 ẓ と ḍ の区別はされず、方言によって [dˤ] または [ðˤ] のどちらかに発音される（フスハーからの借用語を除く）。マルタ語には咽頭化音は存在しない。

## ヘブライ語
ヘブライ語の強勢音は文字の上では q(ק)、ṭ(ט)、ṣ(צ) の3種類があるが、現在のヘブライ語では単に [k]、[t]、[ts] と発音される。中世のティベリア式発音ではアラビア語と同様の咽頭化音であったようである。古代にどのような音であったかは明らかでないが、動詞のヒトパエル形（再帰・相互動作を表す）で、第一語根が ṣ の場合に t が同化して ṭ になる現象から考えて、やはり咽頭化音であった可能性が高い。

## 現代アラム語
現代アラム語には、子音レベルではなく単語レベルで咽頭化が起きる方言がある。

## アムハラ語・南アラビア語
アムハラ語などのエチオピア・セム諸語では、強勢音は放出音として現れる。この特徴は古くから知られていたが、隣接するクシ語派の影響によるものと考えられることが多かった。しかしクシ語派に隣接しない現代南アラビア諸語でも放出音が現れることから、現在では古くからある特徴と考えられるようになってきている。
エチオピアの諸言語では [kʼ] [tʼ] が広くみられ、[sʼ] も多くの言語に見られる。[pʼ] はゲエズ語・アムハラ語などに見られるが、多くはギリシア語からの古い借用語であり、セム祖語にはさかのぼらない。ゲエズ語には [dʼ] （正確な音価は不明、アラビア語の ḍ に対応）もあるが、アムハラ語などの現代エチオピア諸語では [sʼ] または [tʼ] に変化している。

## アッカド語
アッカド語で強勢音がどのように発音されていたかは明らかでないが、同じ語根のなかに2つの強勢音がある場合、アッカド語では1つを除いて他が非強勢音になるという特徴があるため、強勢音が咽頭化子音ではなく放出音であった可能性が高い。

## ベルベル語
ベルベル語はセム語派ではないが、セム語派とおなじアフロ・アジア語族に属し、アラビア語と同様の咽頭化子音を持つ。

## セム祖語
セム祖語では、アラビア語と同様に5種類の強勢音があったと考えられる。伝統的なセム祖語の再構では、その音価もアラビア語のものとよく似たものが考えられており、たとえばベルクシュトレッサーは  ṭ θ̣ δ̣ ṣ q（δ は ð に同じ）の 5つの強勢音を立てており、アラビア語の ẓ が θ̣ に、ḍ が δ̣ に変わっただけである。ただしこの再構には θ̣ δ̣ にのみ有声と無声の対立があるという不自然さが残る。
最近ではアラビア語はヘブライ語・アラム語などと同じ中央セム語に属し、セム祖語に対する改新が多いと考えられるようになってきた。強勢音に関しても咽頭化が起きるのが中央セム語だけであることから、放出音が本来で、咽頭化は新しいと考えられる。また、アラビア語の摩擦音の一部は破擦音に由来し、さらにアラビア語 ḍ は古くは側面摩擦音または側面破擦音だったと考えられるようになった。ヒューナーガードはセム祖語の強勢音を t' θ' tɬ' ts' k' と再構している（θ' tɬ' は ð' dɮ' と書かれることもあるが、強勢音に有声と無声の対立はないので同じことになる）。